# Cantón de Marciac
El cantón de Marciac era una división administrativa francesa, que estaba situada en el departamento de Gers y la región de Mediodía-Pirineos.

## Composición
El cantón estaba formado por diecinueve comunas:
- Armentieux
- Beccas
- Blousson-Sérian
- Cazaux-Villecomtal
- Juillac
- Ladevèze-Rivière
- Ladevèze-Ville
- Laveraët
- Marciac
- Monlezun
- Monpardiac
- Pallanne
- Ricourt
- Saint-Justin
- Scieurac-et-Flourès
- Sembouès
- Tillac
- Tourdun
- Troncens

## Supresión del cantón de Marciac
En aplicación del Decreto nº 2014-254 de 26 de febrero de 2014, el cantón de Marciac fue suprimido el 22 de marzo de 2015 y sus 19 comunas pasaron a formar parte; dieciocho del nuevo cantón de Pardiac-Ribera Baja y una del nuevo cantón de Mirande-Astarac.